# شکاف (فیلم)
شکاف فیلمی به کارگردانی کیارش اسدی‌زاده، نویسندگی کیارش اسدی‌زاده و شاهرخ کافی و تهیه‌کنندگی علی سرتیپی و منیژه حکمت ساخته سال ۱۳۹۳ است.
این فیلم در تاریخ ۹ دی ۱۳۹۴ در سینماهای ایران اکران شد.

## داستان فیلم
این فیلم داستان زوج جوانی است که ناخواسته برای مدت کوتاهی از فرزند دوست خود نگهداری می‌کنند اما حادثه‌ای برای کودک باعث می‌شود که زندگی این زوج به بحران کشیده شود.

## بازیگران
- هانیه توسلی
- بابک حمیدیان
- پارسا پیروزفر
- سحر دولتشاهی
- امیر کیان نجف‌ٰزاده
- احسان امانی
- علیرضا علویان
- طوفان مهردادیان
- هستی گودرزی
- مرتضی آقاحسینی
- علی حصاری
- مریم همتیان

## سی و سومین جشنواره فیلم فجر
| قسمت              | نامزد         | نتیجه    |
| ----------------- | ------------- | -------- |
| بهترین موسیقی متن | فردین خلعتبری | نامزدشده |